# Splitting the Atom
Pour l'album de Noisia, voir Split the Atom.
Albums de Massive Attack
Collected
(2006) Heligoland
(2010)
Splitting the Atom est un EP du groupe anglais Massive Attack sorti en 2009.

## Pistes
| No | Titre                                                    | Durée |
| -- | -------------------------------------------------------- | ----- |
| 1. | Splitting the Atom                                       | 5:16  |
| 2. | Pray for Rain                                            | 6:44  |
| 3. | Bulletproof Love (Van Rivers & the Subliminal Kid Remix) | 6:43  |
| 4. | Psyche (Flash Treatment)                                 | 3:46  |